# 🇰🇵
🇰🇵 is een Unicode vlagsequentie emoji die gebruikt wordt als regionale indicator voor Noord-Korea. De meest gebruikelijke weergave is die van de vlag van Noord-Korea, maar op sommige platforms (waaronder Microsoft Windows) ziet men de letters KP.
De vlagsequentie is opgebouwd uit de combinatie van de Regional Indicator Symbols 🇰 (U+1F1F0) en 🇵 (U+1F1F5), tezamen de ISO 3166-1 alpha-2 code KP voor Noord-Korea vormend.
Deze emoji is in 2010 geïntroduceerd met de Unicode 6.0-standaard.

## Gebruik

De landsvlag van Noord-Korea

Deze emoji wordt gebruikt als regionale aanduiding van Noord-Korea.

## Codering

De Emoji One-implementatie

### Unicode
In Unicode vindt men de 🇰🇵 met de codesequentie U+1F1F0 U+1F1F5 (hex).

### Shortcode
Er zijn shortcodes  voor 🇰🇵; in Github kan deze opgeroepen worden met :north_korea:,  in Slack kan het karakter worden opgeroepen met de code :flag-kp:.